# Ásgrímur Jónsson
Ásgrímur Jónsson (4. marts 1876 i Árnessysla, Island - død 5. april 1958 i Reykjavík) var en islandsk maler.
Jónsson er uddannet via tegnestudier hos Gustav og Sophus Vermehren og på Kunstakademiet København hos Holger Grønvold i perioden 1900-03.
Ásgrímur Jónsson har gennem sin malervirksomhed og udstillinger været med til at lægge grunden til den islandske malerkunst. Han regnes som en pionererne i islandsk malerkunst sammen med Þórarinn B. Þorláksson.